# Cydia piperana
The Ponderosa Pine Seedworm Moth (Cydia piperana) là một loài bướm đêm thuộc họ Tortricidae. Nó được tìm thấy ở South-Western Bắc Mỹ.
Sải cánh dài khoảng 19 mm.
Ấu trùng ăn the seeds of Pinus ponderosa và Pinus jefferyi.